# Marcelo Lara
Marcelo Lara (* 5. Oktober 1947 in Mexiko-Stadt) ist ein ehemaliger mexikanischer Tennisspieler. Teilweise wird er auch in der Schreibweise Marcello Lara geführt.

## Karriere
Bereits in seiner Jugend trat Marcelo Lara bei hochklassigen Turnieren in Erscheinung. So gewann er 1964 den Orange Bowl im Einzel. Schon ein Jahr vorher konnte er in Vancouver mit Joaquín Loyo Mayo den Doppeltitel holen. Im Jahr Bei den Panamerikanischen Spiele 1967 gewann er mit Loyo Mayo die Silbermedaille, Gold gewannen die Brasilianer Thomaz Koch und José Edison Mandarino. 1969 wurden er und Loyo Mayo für die University of Southern California Meister der National Collegiate Athletic Association.
Nach Beginn der Open Era erreichte Lara im Einzel nur vereinzel die Halbfinalrunden verschiedener Turniere, beispielsweise in Kitzbühel, Hilversum und in seiner Heimatstadt Mexiko-Stadt. Im Doppel feierte er größere Erfolge, vor allem in den 1970er Jahren. 1973 holte er mit Sherwood Stewart den Titel in Manila, im Folgejahr verlor er mit Mike Estep das Finale von Manila gegen Syd Ball und Ross Case. 1975 erreichte er zwei Doppelfinals, wobei er mit Barry Phillips-Moore den Titel von Little Rock für sich entscheiden konnte. 1978 erreichte er drei Doppelfinalrunden auf der World Tour, die er allesamt verlor. Auf der Challenger Tour gewann er im selben Jahr drei Titel in den USA.
Seinen größten Erfolg bei einem Grand-Slam-Turnier feierte Marcelo Lara 1974 im Mixed. Mit seiner gebürtigen Landsfrau Rosie Reyes erreichte er bei den French Open das Mixed-Finale. Sie unterlagen dem Team Martina Navrátilová und Iván Molina in zwei Sätzen.
Zwischen 1966 und 1980 trat Lara in 18 Begegnungen für die mexikanische Davis-Cup-Mannschaft an, wobei er 23 von 36 Matches gewann.
Nach 1980 trat er bei keinem Turnier der ATP World Tour mehr an.

## Erfolge
| Legende                 |
| Grand Slam              |
| Open-Era-Turniere (2)   |
| ATP Challenger Tour (3) |

| Titel nach Belag |
| Hartplatz (1)    |
| Rasen            |
| Sand (1)         |
| Teppich          |

### Doppel

#### Turniersiege

##### ATP Tour
| Nr. | Datum            | Turnier     | Belag         | Partner              | Finalgegner                          | Ergebnis      |
| --- | ---------------- | ----------- | ------------- | -------------------- | ------------------------------------ | ------------- |
| 1.  | 21. Oktober 1973 | Manila      | Sand          | Sherwood Stewart     | Jürgen Faßbender Hans-Jürgen Pohmann | 4:6, 7:5, 7:6 |
| 2.  | 9. Februar 1975  | Little Rock | Hartplatz (i) | Barry Phillips-Moore | Jeff Austin Charles Owens            | 6:4, 6:3      |

##### Challenger Tour
| Nr. | Datum            | Turnier        | Belag     | Partner         | Finalgegner                   | Ergebnis      |
| --- | ---------------- | -------------- | --------- | --------------- | ----------------------------- | ------------- |
| 1.  | 25. Juni 1978    | Birmingham     | Rasen     | Mike Cahill     | Woody Blocher Dick Bohrnstedt | 6:7, 6:4, 6:4 |
| 2.  | 8. Oktober 1978  | Salt Lake City | Hartplatz | John Whitlinger | Haroon Ismail Warren Maher    | 6:4, 6:2      |
| 3.  | 22. Oktober 1978 | San Ramon      | Hartplatz | John Whitlinger | Rick Fisher Erik van Dillen   | 6:3, 3:6, 7:6 |

#### Finalteilnahmen
| Nr. | Datum             | Turnier      | Belag       | Partner           | Finalgegner                | Ergebnis      |
| --- | ----------------- | ------------ | ----------- | ----------------- | -------------------------- | ------------- |
| 1.  | 17. November 1974 | Manila       | Sand        | Mike Estep        | Syd Ball Ross Case         | 3:6, 6:7, 7:9 |
| 2.  | 3. August 1975    | Cincinnati   | Hartplatz   | Joaquín Loyo Mayo | Phil Dent Cliff Drysdale   | 6:7, 4:6      |
| 3.  | 4. Dezember 1977  | Bombay       | Sand        | Jasjit Singh      | Mike Cahill Terry Moor     | 7:6, 4:6, 4:6 |
| 4.  | 5. Februar 1978   | Mexiko Stadt | Teppich (i) | Raúl Ramírez      | Gene Mayer Sashi Menon     | 3:6, 6:7      |
| 5.  | 13. August 1978   | Columbus     | Sand        | Eliot Teltscher   | Colin Dibley Bob Giltinan  | 2:6, 3:6      |
| 6.  | 27. August 1978   | Atlanta      | Hartplatz   | Mike Cahill       | John Alexander Butch Walts | 6:3, 4:6, 6:7 |

### Mixed

#### Finalteilnahmen
| Nr. | Datum         | Turnier     | Belag | Partnerin    | Finalgegner                     | Ergebnis |
| --- | ------------- | ----------- | ----- | ------------ | ------------------------------- | -------- |
| 1.  | 16. Juni 1974 | French Open | Sand  | Rosie Darmon | Martina Navrátilová Iván Molina | 3:6, 5:7 |